# Пиетроју (Браила)
Пиетроју (рум. Pietroiu) насеље је у Румунији у округу Браила у општини Вадени. Oпштина се налази на надморској висини од 6 m.

## Становништво
Према подацима из 2002. године у насељу је живело 596 становника.

### Попис2002.
| Расподела становништва по националности 2002.‍ | Расподела становништва по националности 2002.‍ | Расподела становништва по националности 2002.‍ | Расподела становништва по националности 2002.‍ | Расподела становништва по националности 2002.‍ |
| --------------------------------------------- | --------------------------------------------- | --------------------------------------------- | --------------------------------------------- | --------------------------------------------- |
|                                               |                                               |                                               |                                               |                                               |
| Румуни                                        | Румуни                                        |                                               | 570                                           | 96,0%                                         |
| Роми                                          | Роми                                          |                                               | 24                                            | 4,0%                                          |